# Moreno Hofland
Moreno Hofland (Roosendaal, 31 agosto 1991) è un ex ciclista su strada olandese, aveva caratteristiche di velocista, ed è stato professionista dal 2013 al 2021.

## Palmarès
- 2009 (Juniores)

Kuurnse Leieomloop
1ª tappa Trophée Centre Morbihan (Auray > Bignan)
2ª tappa Trophée Centre Morbihan (Réguiny, cronometro)
Classifica generale Trophée Centre Morbihan
- 2011 (Rabobank Continental Team, tre vittorie)

2ª tappa Kreiz Breizh Elites (Cléden-Poher > Carhaix-Plouguer)
4ª tappa Kreiz Breizh Elites (Carhaix-Plouguer > Rostrenen)
1ª tappa Tour de l'Avenir (Yutz > Lunéville)
- 2012 (Rabobank Continental Team, tre vittorie)

Campionati olandesi, Prova in linea Under-23
4ª tappa Kreiz Breizh Elites (Carhaix-Plouguer > Rostrenen)
2ª tappa Tour de l'Avenir (Parc des Oiseaux > Châtillon-sur-Chalaronne)
- 2013 (Blanco Pro Cycling Team/Belkin Pro Cycling Team, quattro vittorie)

1ª tappa Tour of Hainan (Chengmai > Chengmai)
6ª tappa Tour of Hainan (Sanya > Wuzhishan)
8ª tappa Tour of Hainan (Dongfang > Danzhou)
Classifica generale Tour of Hainan
- 2014 (Belkin Pro Cycling Team, sei vittorie)

4ª tappa Vuelta a Andalucía (Ubrique > Fuengirola)
2ª tappa Parigi-Nizza (Rambouillet > Saint-Georges-sur-Baulche)
Volta Limburg Classic
1ª tappa Tour of Utah (Cedar City > Cedar City)
3ª tappa Tour of Utah (Lehi > Miller Motorsports Park)
1ª tappa Tour of Hainan (Chengmai > Chengmai)
- 2015 (Team Lotto NL-Jumbo, due vittorie)

2ª tappa Tour de Yorkshire (Selby > York)
4ª tappa Ster ZLM Toer (Verviers > La Gileppe)
- 2017 (Lotto-Soudal, una vittoria)

Famenne Ardenne Classic

### Altri successi
- 2011 (Rabobank Continental Team)

2ª tappa, 2ª semitappa Vuelta Ciclista a León (León, cronosquadre)
- 2012 (Rabobank Continental Team)

Prologo Internationale Thüringen Rundfahrt (Sangerhausen, cronosquadre)
- 2013 (Blanco Pro Cycling Team/Belkin Pro Cycling Team)

Classifica a punti Tour of Hainan

## Piazzamenti

### Grandi Giri
- Giro d'Italia

2015: 136º
2016: ritirato (13ª tappa)
2017: 139º
- Vuelta a España

2014: ritirato (9ª tappa)

### Classiche monumento
- Milano-Sanremo

2011: 98º
2012: 110º
2015: 110º
- Giro delle Fiandre

2013: 96º
- Parigi-Roubaix

2007: 56º
2008: 56º
2010: 44º
2013: 30º
- Liegi-Bastogne-Liegi

2015: ritirato

### Competizioni mondiali
- Campionati del mondo

Limburgo 2012 - Cronosquadre: 30º
Limburgo 2012 - In linea Under-23: 14º

### Competizioni europee
- Campionati europei

Herning 2017 - In linea Elite: 3º
Glasgow 2018 - In linea Elite: ritirato